# Gajusz Salustiusz Kryspus
C.Sallustius Crispus – prominentna osoba w początkach cesarstwa rzymskiego. Pochodził ze stanu ekwickiego. Jako wnuka siostry adoptował go i dał mu swe nazwisko historyk Salustiusz.
Mimo otwartej drogi do sprawowania urzędów poszedł w ślady Mecenasa i zadowolił się wpływami zakulisowymi. Był po Mecenasie najbliższym a potem pierwszym powiernikiem i współpracownikiem cesarza Augusta. Prowadził wykwintny i subtelny tryb życia gromadząc wielki majątek. Po śmierci Augusta w 14 n.e. stał się współwykonawcą pierwszego posunięcia nowego cesarza Tyberiusza, zamordowania uwięzionego wnuka Augusta Agrypy Postumusa. W podeszłym wieku stracił jednak wpływy i przyjaźń cesarza Tyberiusza. Ojciec Gajusza Salustiusza Kryspusa Pasjena.